# Vigovci
Vigovci (angleško Whigs) je ime za nekdanjo politično stranko v angleškem parlamentu, znano po veliki tekmovalnosti s prav tako izginulo torijsko stranko v 18. stoletju.

## Zgodovina
Vigovci so bili sprva samo parlamentarna frakcija, stranka je začela nastajati okoli leta 1679, ko se je razplamtel boj o zakonu o izključitvi Jakoba, tedanjega yorškega vojvode (kasnejšega kralja Jakoba II.), kot pretedenta za angleški prestol, čemur so odločno nasprotovali, ker je bil katolik. 
Slavna revolucija (1688−1689) je precej ublažila delitev na dve tekmovalni stranki, za kar sta bili zaslužni obe strani. Večina torijcev je namreč prevzela nekaj vigovske doktrine, da je boljša omejena ustavna monarhija kot absolutizem, ki temelji na božanskem pravu.
Med vladavino kraljice Ane so bili torijci opozicija, sestavljena iz aristokracije, ki se je zavzemala za versko strpnost in širjenje po svetu. V tem času se je stranka začela enačiti z anglikanizmom in kmečkim plemstvom, na drugi strani je bila njihova baza zemljiška aristokracija s finančnimi interesi bogatega srednjega razreda.
Po smrti Ane leta 1714 je Jurij I. prišel na prestol kot kandidat vigovcev skoraj istočasno, leta 1715, torijski vodja Henry John, 1. vikont Bolingbroka, pa je  pobegnil v Francijo, kar je skoraj povsem uničilo politično moč stranke, saj so za skoraj 50 let izginili iz politike. V tem času je vladala aristokratska skupina, povezana rodbinsko in poslovno, in se predstavljala kot vigovska, vendar je bilo to bolj zaradi spomina nanje. Trdni torijci so izgubili ugled kot jakobiti oziroma kot skupina, ki si prizadeva za  vrnitev naslednika Stuartov na prestol. 
Kljub težavam je okoli 100 torijskih lordov ostalo v spodnjem domu parlamenta in so imeli kar nekaj vpliva v politiki. 
Med vladanjem Jurija III. (1760−1820) v parlamentu ni bilo političnih strank, tudi vigovcev ne, razen skupine simpatizerjev. Stranka se je začela ponovno oblikovati šele po letu 1784, ko so nastale globoke politične dileme zaradi ameriške revolucije. 
Vodja nove torijske stranke je leta 1784 postal William Pitt mlajši. Stranka je v širšem smislu zastopala interese državne aristokracije, trgovskega razreda in funkcionarjev državne uprave. V primerjavi z njimi so bili vigovci zdaj v opoziciji na čelu s Charlesom Jamesom Foxom. Zastopali so interese verskih disidentov, industrialcev in vseh tistih, ki so zahtevali volilne, parlamentarne in človekoljubne reforme. 
Francoska revolucija in napoleonske vojne so dodatno zapletle delitev med strankama. Velik del zmernih vigovcev je zapustilo Foxa in se pridružil Pittu. Po letu 1815 in obdobju strankarske zmedenosti sta se na koncu izluščili konservativna struja Roberta Peela in Benjamina Disraelija ter liberalna struja lorda Johna Russella in Williama Gladstona, iz česar sta nastali konservativna in liberalna stranka.
V svetu politike ime vigovec ne pomeni nič več, torijci pa so še danes pripadniki sodobne konservativne stranke. 

## Etimologija
Beseda whig, po kateri so vigovci dobili ime, je verjetno škotsko-galska in je izvorno pomenila 'kradljivec konj', kasneje pa se je nanašala na škotske prezbiterijance, neformalno pa tudi na upornike, ki so hoteli s prestola vreči dotedanje gospodarje in sami prevzeti oblast, prepričani, da jim pripada.
Beseda tory je irskega izvora in je pomenila papeškega odpadnika, nanašala se je na vse tiste, ki so branili nasledstveno pravico Jakoba II. do angleškega prestola, čeprav je bil rimokatolik.